# 福岡県道33号甘木田主丸線
福岡県道33号甘木田主丸線（ふくおかけんどう33ごう あまぎたぬしまるせん）は、福岡県朝倉市から久留米市に至る県道（主要地方道）である。

## 概要
朝倉市菩提寺から久留米市田主丸町田主丸に至る。
朝倉市中心部の福岡県道・大分県道112号福岡日田線との交点である旭町交差点から南南東に進み、両筑橋で筑後川を渡り、久留米市田主丸町の中心部近くの国道210号との交点である栄町三丁目交差点に至る主要地方道である。全線にわたって甘木観光バスが朝倉市中心部の甘木駅と久留米市田主丸町を結ぶ路線を運行している。

### 路線データ
- 起点：福岡県朝倉市菩提寺（旭町交差点、福岡県道・大分県道112号福岡日田線交点）
- 終点：福岡県久留米市田主丸町田主丸（栄町三丁目交差点、国道210号交点）

## 歴史
- 1954年（昭和29年）1月20日 - 建設省（現・国土交通省）が主要地方道に指定。
- 1955年（昭和30年）1月25日 - 福岡県が主要県道21号甘木田主丸線を認定。
- 1973年（昭和48年）3月1日 - 整理番号を「21」から「33」へ変更。
- 1993年（平成5年）5月11日 - 建設省から、県道甘木田主丸線が甘木田主丸線として主要地方道に再指定される[1]。

## 路線状況

### 重複区間
- 佐賀県道・福岡県道14号鳥栖朝倉線（朝倉市片延 - 朝倉市中）
- 福岡県道508号金川田主丸線（朝倉市中 - 久留米市田主丸町野田）

### 道路施設

#### 橋梁
起点から
- 小田橋（佐田川、朝倉市）
- 蜷城橋（桂川、朝倉市、佐賀県道・福岡県道14号鳥栖朝倉線重複区間内）
- 両筑橋（筑後川、朝倉市 - 久留米市）

## 地理

### 通過する自治体
- 朝倉市
- 久留米市

### 交差する道路
| 交差する道路                                  | 市町村名 | 交差する場所   | 交差する場所            |
| --------------------------------------------- | -------- | -------------- | ----------------------- |
| 福岡県道・大分県道112号福岡日田線             | 朝倉市   | 菩提寺         | 旭町交差点 / 起点       |
| 福岡県道523号甘木停車場線                     | 朝倉市   | 甘木           | 三福町交差点            |
| 福岡県道584号八重亀菅野来春線                 | 朝倉市   | 来春           |                         |
| 福岡県道8号馬田頓田線                         | 朝倉市   | 一木           | 一ツ木交差点            |
| 福岡県道585号殖木入地甘木線                   | 朝倉市   | 小田           | 鳩胸交差点              |
| 福岡県道509号塔ノ瀬十文字小郡線               | 朝倉市   | 小田           | 小田橋南交差点          |
| 福岡県道589号福光朝倉線                       | 朝倉市   | 福光           | 林田交差点              |
| 佐賀県道・福岡県道14号鳥栖朝倉線 重複区間起点 | 朝倉市   | 片延           |                         |
| 佐賀県道・福岡県道14号鳥栖朝倉線 重複区間終点 | 朝倉市   | 中             |                         |
| 福岡県道508号金川田主丸線 重複区間起点        | 朝倉市   | 中             |                         |
| 福岡県道508号金川田主丸線 重複区間終点        | 久留米市 | 田主丸町野田   |                         |
| 福岡県道81号久留米浮羽線                      | 久留米市 | 田主丸町野田   | 立野交差点              |
| 国道210号 / 浮羽バイパス                      | 久留米市 | 田主丸町豊城   | 板町北交差点            |
| 福岡県道747号三川田主丸線                     | 久留米市 | 田主丸町田主丸 | 板町交差点              |
| 国道210号                                     | 久留米市 | 田主丸町田主丸 | 栄町三丁目交差点 / 終点 |

### 沿線
- 福岡県立朝倉東高等学校
- ピーポート甘木
- 朝倉市中央図書館
- 甘木歴史資料館
- 甘木・朝倉消防本部
- ウキコドライバーズスクール甘木
- ブリヂストン甘木工場
- 小田茶臼塚古墳
- 朝倉市立蜷城小学校
- 筑後川
- 久留米市立田主丸中学校